# 傅扆
傅扆（1604年—1674年），字兰生，一字彤臣，号丽农，山东新城人，明末清初政治人物。
生於明神宗万历三十二年（1604年），清世祖顺治十二年（1655年）中進士，授河间府推官，官至监察御史。曾平定九江兵變。康熙年間，舉博學鴻詞科，罢归。能诗文，与王士祯友善，常互相切磋。卒于康熙十三年（1674年）。著有《读书涉笔》二卷，《砚田漫笔》四卷，《续笔》二卷，《姓谱增补》十卷等。